# Chiesa di Sant'Andrea Apostolo (Cottanello)
La chiesa di Sant'Andrea Apostolo è la parrocchiale di Cottanello, in provincia di Rieti e sede suburbicaria di Sabina-Poggio Mirteto; fa parte della vicaria di Poggio Mirteto-Magliano.

## Storia
La prima citazione di una chiesetta dedicata a Sant'Andrea risale al 1343 ed è contenuta nel Registrum omnium ecclesiarum; questo luogo di culto sorgeva all'interno del castello cottanellese.
Nella prima metà del XVI secolo, essendo fatiscente l'antica cappella medievale, venne costruita la nuova parrocchiale.
Sul finire del Settecento il vescovo di Sabina Andrea Corsini, durante la sua visita pastorale, scrisse un resoconto sulla chiesa, che in generale era in buone condizioni.
La struttura fu danneggiata da un incendio appiccato dalle truppe francesi nel 1799, per poi venir ripristinata e restaurata nel 1809.
Nel 1978, in ottemperanza alle norme postconciliari, si provvide a realizzare il nuovo altare rivolto verso l'assemblea; negli anni ottanta il tetto e il pavimento furono restaurati.

## Descrizione

### Esterno
La facciata a capanna della chiesa, rivolta a sudovest e scandita da quattro lesene doriche sorreggenti la trabeazione e il frontone, presenta al cerro il portale d'ingresso, sormontato dal timpano di forma triangolare.
Sopra la facciata si imposta il campanile, suddiviso in registri da cornici; la cella presenta su ogni lato una monofora ed è coperta dal tetto a quattro falde. 

### Interno
L'interno dell'edificio si compone di un'unica navata, sulla quale si affacciano sei nicchie e le cui pareti sono scandite da lesene sorreggenti il cornicione sopra cui si imposta la volta a botte; al termine dell'aula si sviluppa il presbiterio, rialzato di due gradini e chiuso dalla parete di fondo piatta.